# John Hedgecoe
John Hedgecoe (* 24. März 1932 in Brentford, West-London, England; † 3. Juni 2010) war ein britischer Fotograf, Professor für Fotografie an der Londoner Kunsthochschule Royal College of Art (RCA) und Autor fotografischer Sachbücher.

## Leben und Wirken

### Herkunft und Beruflicher Werdegang
John Hedgecoes Vater William war als Bankangestellter im asiatischen Raum tätig und diente während des Zweiten Weltkriegs als Feuerwehrmann in London. Während dieser Zeit wurde John zu einer Tante nach Gulval evakuiert, einem Dorf bei Penzance im Südosten Cornwalls und besuchte dort die örtliche Schule. Zu seinem 14. Geburtstag bekam John von seinem Vater seine erste Kamera geschenkt und richtete im Folgenden eine Dunkelkammer in der Garage seines Elternhauses ein. 
Seinen Wehrdienst leistete Hedgecoe bei der Royal Air Force (RAF) ab, wo er mit der Erstellung von Luftbildern beauftragt wurde und die Zerstörungen dokumentieren sollte, die während des Krieges durch Fliegerbomben angerichtet worden waren. Im Jahre 1957 schrieb sich Hedgecoe an der Guildford School of Art ein. Im selben Jahr begann Hedgecoe seine Arbeiten an Fotozeitschriften und Magazine wie Amateur Photographer und Queen, später unter anderen Sunday Times und Observer zu verkaufen, wobei er ein breites Spektrum fotografischer Themen abdeckte, wie Architektur, Landschaft, Mode und Porträt. Besonders bekannt wurden seine Porträtaufnahmen britischer Persönlichkeiten. Bis Mitte der 1960er Jahre fotografierte Hedgecoe unter anderen den ehemaligen britischen Premierminister Sir Winston Churchill, den Maler Francis Bacon und die Künstler David Hockney, John Betjeman und Peter Blake. Als besonders erfolgreich erwiesen sich seine Fotografien des englischen Bildhauers Henry Moore, wobei Hedgecoe den Künstler während seiner Arbeit in seinem Atelier und umgeben von seinen Skulpturen und Arbeitsmaterialien zeigte. Die Bilderserie wurde in zahlreichen Ausstellungen präsentiert und führte zu mehreren Buchveröffentlichungen über Moore. 
1965 folgte Hedgecoe dem Ruf der Londoner Kunsthochschule Royal College of Art (RCA). Er baute dort einen Lehrstuhl für Fotografie auf, an dem er ab 1975 eine Professur übernahm. 1976 veröffentlichte er sein erstes theoretisches Buch über Fotografie und Fototechniken (The Book of Photography; dt.: Einfach Fotografieren), das sich durch zahlreiche abgedruckte Fotografien von vielen anderen Fotolehrbüchern dieser Zeit unterschied. Zu seinen Lebzeiten veröffentlichte Hedgecoe mehr als 30 weitere Lehrbücher zur Fotografie, die insgesamt eine Auflage von über neun Millionen erreichten. Bis zu seinem Tod lebte Hedgecoe auf Oxnead Hall in Norfolk. Die Hall und der dazugehörige Park sind heute ein beliebtes Fotomotiv für Hochzeitspaare.

### Die "Machin-Marke"
Im Jahre 1966 erhielt Hedgecoe den Auftrag eine Profilaufnahme von Königin Elisabeth II. anzufertigen, das dem Bildhauer Arnold Machin (1911–1999) als eine der Vorlagen für ein Relief diente, welches wiederum von Hedgecoe vor schwarzem Hintergrund fotografiert wurde. Die Reproduktion dieses Fotos als Briefmarkenmotiv erlangte im englischen Sprachraum als "Machin-Stamp" beinahe allgegenwärtige Verbreitung. Mit mehr als 200 Milliarden Kopien auf Briefmarken Englands und des Commonwealth gilt Hedgecoes Bild als das am häufigsten replizierte Foto der Welt. Seine Mitarbeit an dem Bild wurde Hedgecoe erst um die Jahrtausendwende zugestanden, nachdem er einen Rechtsstreit mit der Royal Mail gewonnen hatte. Diese hatte zunächst fälschlicherweise den englischen Fotografen Lord Snowdon als Urheber genannt. Im Jahr 2007, zum 40. Jahrestag der Erstveröffentlichung, wurde Hedgecoes Beitrag an dem Werk auf einer Sonderausgabe gewürdigt, indem er als Fotograf der Abbildung genannt wurde.

## Fotografische Sachbücher
- Das komplette Foto-Handbuch für Einsteiger. Orbis, München 1994, ISBN 3-576-10341-4 (englisch: Basic photography. Übersetzt von Tobias Pehle).
- Das komplette Handbuch der Schwarzweissfotografie. Grundwissen, Porträts, Stilleben, Landschaftsfotografie, Dunkelkammer-Praxis. Mosaik Verlag GmbH, München 1995, ISBN 3-576-10537-9 (englisch: Black and white photography and darkroom techniques. Übersetzt von Gabriele Gockel).
- Digitale Fotografie. Kunst und Praxis. Dorling Kindersley, München 2007, ISBN 978-3-8310-1083-7 (englisch: The art of digital photography. Übersetzt von Susanne Ochs).
- Einfach Fotografieren. Von der Motivauswahl zum perfekten Bild. Aktualisierte Neuausgabe. Dorling Kindersley, Starnberg 2005, ISBN 978-3-8310-0770-7 (englisch: The book of photography. Übersetzt von Susanne Ochs).
- John Hedgecoes grosse Fotoschule. Christian Verlag, München 1995, ISBN 3-88472-272-7 (englisch: New book of photography. Übersetzt von Rudolf Hermstein).
- Foto-Handbuch, Technik Ausrüstung Bildgestaltung. Buchclub Ex Libris, Zürich 1985.
- (mit Leonard Ford:) Foto-Handbuch. Ausrüstung, Bildgestaltung, Technik. 12. Auflage. Hallwag, Bern; Stuttgart 1999, ISBN 3-444-10402-2 (englisch: The photographer’s handbook. Übersetzt von Rudolf Hermstein).

## Bildbände
- (mit Henry Moore:) Henry Moore: My Ideas, Inspiration and Life as An Artist. 1. Auflage. Ebury Press, 1986, ISBN 0-85223-497-X (englisch).
- Possessions. A&W Publishers Inc., New York 1978.